# Galop (danse)
 (juin 2014).
Si vous disposez d'ouvrages ou d'articles de référence ou si vous connaissez des sites web de qualité traitant du thème abordé ici, merci de compléter l'article en donnant les références utiles à sa vérifiabilité et en les liant à la section « Notes et références ».

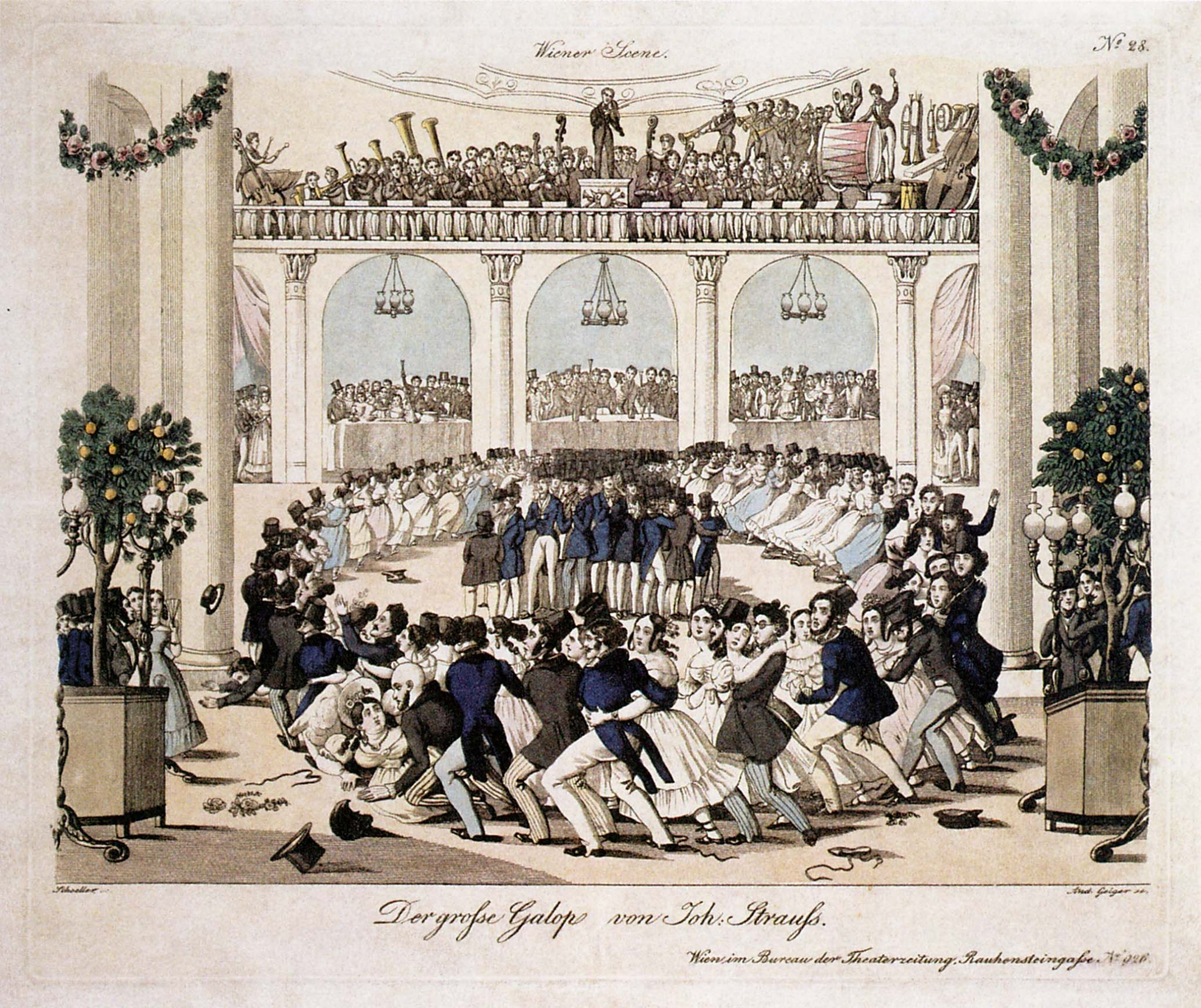
Galop

Le galop est une danse originaire de France, à huit temps, de tempo rapide à très rapide.

## Histoire
Lors de la Seconde Restauration, la jeune dauphine, la duchesse Marie-Caroline de Berry, est admirée comme  reine des bals et de la mode[réf. nécessaire].
Vers 1825, son goût pour la danse fera raccourcir les robes jusqu'à la cheville afin de lui permettre d'exécuter en couple fermé des séries de pas chassés très rapides tout au long des salons de danse. Le galop est né.[réf. nécessaire]

## Description
Le galop s'effectue en couple, position fermée. À sa création la main est très basse et en pince.
Il se décompose en série de huit chassés latéraux, avec en fin de série, un changement de place possible.

## Quelques compositeurs de galops
- Johann Strauss II
- Jacques Offenbach
- Émile Waldteufel
- Joseph Lanner
- Franz Liszt
- Isaac Dounaïevski
- Dmitri Chostakovitch